# Селище (Быховский район)
Се́лище (бел. Селішча) — посёлок в составе Черноборского сельсовета Быховского района Могилёвской области Республики Беларусь.

## Население
- 2010 год — 7 человек